# Drăgănești (gmina w okręgu Gałacz)
Drăgănești – gmina w Rumunii, w okręgu Gałacz. Obejmuje miejscowości Drăgănești i Malu Alb. W 2011 roku liczyła 4852 mieszkańców. 